# USS Ericsson (DD-440)
USS Ericsson (DD-440), là một tàu khu trục lớp Gleaves được Hải quân Hoa Kỳ chế tạo trong Chiến tranh Thế giới thứ hai. Nó đã tham gia suốt Thế Chiến II, sống sót qua cuộc xung đột, ngừng hoạt động năm 1946 và bị đánh chìm như một mục tiêu năm 1970. Nó là chiếc tàu chiến thứ ba của Hải quân Hoa Kỳ được đặt theo tên John Ericsson (1803-1899), nhà phát minh đã thiết kế chiếc tàu monitor đầu tiên cũng như ngư lôi và tàu phóng lôi.

## Thiết kế và chế tạo
Ericsson được chế tạo tại xưởng tàu của hãng Federal Shipbuilding and Drydock Company ở Kearny, New Jersey. Nó được đặt lườn vào ngày 18 tháng 3 năm 1940; được hạ thủy vào ngày 23 tháng 11 năm 1940, và được đỡ đầu bởi bà Ruth E. Wallgren, cháu năm đời của John Ericsson. Con tàu được cho nhập biên chế cùng Hải quân Hoa Kỳ vào ngày 13 tháng 3 năm 1941 dưới quyền chỉ huy của Thiếu tá Hải quân G. E. Sage.

## Lịch sử hoạt động

### 1941-1942
Sau khi hoàn tất chạy thử máy, Ericsson đi đến cảng nhà của nó tại Norfolk, Virginia vào ngày 2 tháng 5 năm 1941, và bắt đầu hoạt động dọc theo vùng bờ Đông và vùng biển Bermuda, làm nhiệm vụ huấn luyện nhân sự Hải quân Dự bị, thực hành cùng tàu ngầm, thử nghiệm máy móc và thiết bị cũng như tham gia các cuộc tập trận. Vào mùa Thu năm 1941, nó đã hai lần thực hiện chuyến đi đến Newfoundland và Iceland, hộ tống các đoàn tàu vận tải, và tiếp tục làm nhiệm vụ này sau khi Hoa Kỳ chính thức tham gia Thế Chiến II do việc Nhật Bản bất ngờ tấn công Trân Châu Cảng vào ngày 7 tháng 12 năm 1941. Đang khi tuần tra ngoài khơi Argentia, Newfoundland vào ngày 15 tháng 1 năm 1942, nó trông thấy bè cứu sinh của chiếc SS Dagrose bị đánh chìm, và đã vớt được hai người sống sót. Trong một chuyến tuần tra khác vào ngày 30 tháng 1, nó đã cứu những người sống sót thuộc chiếc tàu cutter USCGC Hamilton (WPG-34) của Lực lượng Tuần duyên vốn bị đắm do trúng ngư lôi.
Ericsson hộ tống một đoàn tàu vận tải đi đến vùng kênh đào Panama vào tháng 5 năm 1942, và một chuyến khác đến Ireland và Scotland vào tháng 6. Trong thời gian còn lại của mùa Hè năm đó, nó hộ tống các đoàn tàu vận tải dọc theo vùng bờ Đông và vùng biển Caribe cũng như tuần tra ngoài khơi San Juan, Puerto Rico. Vào ngày 24 tháng 10, nó khởi hành từ Norfolk để tham gia Chiến dịch Torch, cuộc đổ bộ của lực lượng Đồng Minh lên Bắc Phi, tham gia cuộc đổ bộ lên bờ biển Maroc vào ngày 8 tháng 11. Trong một tuần lễ tiếp theo sau, nó bắn pháo hỗ trợ trực tiếp cho lực lượng trên bờ, trợ giúp vào việc tiêu diệt bốn khẩu đội pháo đối phương trên một dãy đồi khống chế khu vực đổ bộ trong ngày đầu tiên, cũng như bảo vệ cho các tàu vận chuyển tại bãi đổ bộ. Nó quay trở về Norfolk vào ngày 26 tháng 11.

### 1943-1944
Sau một đợt đại tu ngắn tại Charleston, Ericsson quay trở lại nhiệm vụ tuần tra và hộ tống tại vùng biển Caribe, đến Trinidad và Recife, Brazil. Vào tháng 5 năm 1943, nó thực hiện chuyến đầu tiên trong năm chuyến hộ tống vận tải đến Casablanca từ các cảng bờ Đông, xen kẻ với các hoạt động huấn luyện và tuần tra tại khu vực Tây Đại Tây Dương. Vào ngày 11 tháng 2 năm 1944, nó đi đến Gibraltar nhận nhiệm vụ khu vực Địa Trung Hải, và trong sáu tháng tiếp theo sau đã hoạt động chủ yếu nhằm hỗ trợ binh lính Đồng Minh trong các chiến dịch căng thẳng tại Ý.Chiếc tàu khu trục đã làm nhiệm vụ hộ tống vận tải và vận chuyển hành khách giữa các cảng Bắc Phi và Ý, bắn phá các mục tiêu đối phương gần khu vực Anzio bị tranh chấp quyết liệt cũng như tại vịnh Gaeta, tuần tra các cảng và nơi thả neo, cũng như tham gia các cuộc thực tập chuẩn bị cho Chiến dịch Dragoon, cuộc đổ bộ của lực lượng Đồng Minh lên miền Nam nước Pháp.
Vào ngày 13 tháng 8 năm 1944, Ericsson khởi hành từ Malta cùng một đội đặc nhiệm, bao gồm chủ yếu các tàu chiến Anh nhưng cũng bao gồm một tàu Pháp và các tàu còn lại trong đội của nó. Đơn vị này hỗ trợ cho một khu vực của cuộc đổ bộ lên bờ biển phía Nam nước Pháp từ ngày 15 đến ngày 17 tháng 8. Sau khi hộ tống cho thiết giáp hạm HMS Ramillies đi đến đảo Corse, nó quay trở lại để gia nhập một đội đặc nhiệm Hoa Kỳ, và làm nhiệm vụ bắn phá dọc theo bờ biển Pháp. Nó cũng tham gia hoạt động tuần tra, vào ngày 27 tháng 8 đã chặn bắt một tàu đánh cá trên đó thủy thủ đoàn một tàu ngầm Đức, vốn bị mắc cạn và đánh đắm tại khu vực này trước đó, tìm cách thoát qua vòng tuần tra của Đồng Minh; 50 tù binh đã bị bắt giữ. Nó tiếp tục ở lại khu vực Địa Trung Hải để tuần tra và hộ tống cho đến ngày 11 tháng 11, khi nó khởi hành từ Oran đi Azores trong vai trò hộ tống. Sau khi quay trở lại Gibraltar, nó lên đường trở về New York để đại tu, đến nơi vào ngày 30 tháng 11.

### 1945
Sau một đợt huấn luyện ôn tập, Ericsson hộ tống một đoàn tàu đi từ vùng bờ Đông sang Oran vào tháng 4 năm 1945; đang khi quay trở về Boston, Massachusetts vào ngày 5 tháng 5, nó tham gia cùng Atherton và Moberly để săn lùng một tàu ngầm đối phương ngoài khơi đảo Block. Có sự tham gia của các tàu khác trong từng lúc, và sự giúp sức của hai khí cầu gip xác định việc đánh chìm sau cùng, ba chiếc tàu chiến đã phát hiện và đánh chìm tàu ngầm U-boat Đức U-853. Tại Boston từ ngày 6 tháng 5 đến ngày 18 tháng 6, nó được chuẩn bị để được điều sang phục vụ tại Thái Bình Dương; và sau khi huấn luyện tại vùng biển Caribe và tại Trân Châu Cảng, nó hộ tống một đoàn tàu vận tải đi Saipan, đến nơi vào ngày 13 tháng 9.
Ericsson đi đến Okinawa, Nhật Bản và Philippines, rồi quay trở lại Nhật Bản để làm nhiệm vụ hộ tống, cho đến khi nó rời Sasebo, Nagasaki vào ngày 14 tháng 10 với hành khách cựu chiến binh trên tàu để đưa trở về San Diego, California. Nó tiếp tục đi đến Charleston, South Carolina, đến nơi vào ngày 5 tháng 12, và được cho xuất biên chế tại đây vào ngày 15 tháng 3 năm 1946 và đưa về lực lượng dự bị. Con tàu bị đánh chìm như một mục tiêu vào ngày 17 tháng 11 năm 1970.

## Phần thưởng
Ericsson được tặng thưởng ba Ngôi sao Chiến trận do thành tích phục vụ trong Thế Chiến II.